# Слонов, Михаил Акимович
Михаил Акимович Слонов (4 [16] ноября 1869, Харьков, Российская империя — 11 февраля 1930, Москва, СССР) — русский певец (баритон), композитор, переводчик и педагог.

## Биография
Родился 4 [16] ноября 1869 года в Харькове на Холодной Горе, в купеческой семье.
Близкий друг его матери — Анны Ивановны Слоновой — известный харьковский купец и благотворитель — Яков Николаевич Лысиков — устроил способного мальчика в церковный хор певчим, а позже следил за его учёбой в Московской консерватории (1887—1893), где Михаил учился пению у И. Миллера и позже — у знаменитой певицы Мариинского театра Елизаветы Лавровской, а также композиции у А. С. Аренского и позднее — у С. И. Танеева. В конце 1890-х годов вместе с Михаилом учились А. Н. Скрябин, А. Н. Корещенко, А. Б. Гольденвейзер, Г. А. Алчевский, Ю. С. Сахновский.

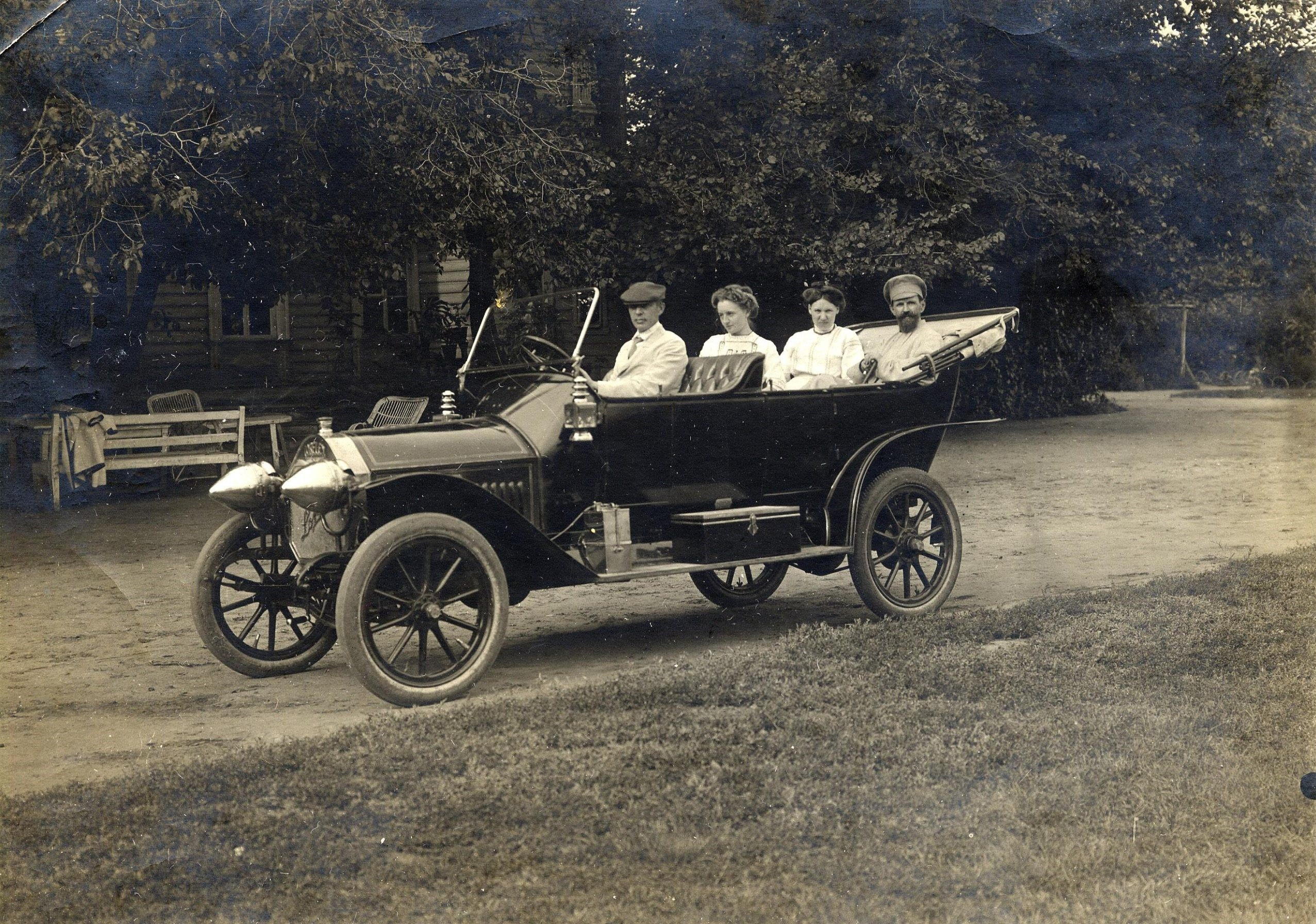
Михаил Слонов на заднем сидении автомобиля «Loreley» в имении Ивановка, 1912 год.

Рахманинов за рулём автомобиля «Loreley» в имении Ивановка, 1912 год.
Но ближе всего он сошёлся с С. В. Рахманиновым и Ф. И. Шаляпиным. В декабре 1892 года Михаил Слонов организовал для Рахманинова концертные поездки по городам России. Молодые музыканты приехали с концертами в Харьков. Летом 1893 года Слонов повёз Рахманинова в городок Лебедин.
В феврале 1903 года Михаил Слонов привозил в Харьков певца Фёдора Шаляпина, на концерте 24 февраля 1903 года Шаляпин пел в оперном театре Коммерческого клуба. Затем Слонов и Шаляпин из Одессы отплыли для путешествия в Египет. В Константинополе Шаляпин со Слоновым выступали на званом вечере с исполнением русских народных песен.
Преподавал пение в женской гимназии Арсеньевой.
После Октябрьской революции дороги всех троих друзей расходятся: Шаляпин и Рахманинов покидают Россию, а Слонов остался в Советской России. После 1917 года он становится музинструктором Госиздата. В середине 1920-х годов руководит хоровыми самодеятельными коллективами.
Михаил Акимович подготовил ряд сборников песен для учащихся музыкальных школ. Неоценима его роль в облегчении вокалистам знакомства с зарубежным вокальным искусством. Слонов перевел на русский язык свыше 100 текстов вокальных произведений зарубежных композиторов. Были изданы его романсы и хоры; наиболее известны его романсы «Тихо вечер догорает» на слова Тютчева, «Любви цветок необычайный», «Я боюсь, что любовью кипучей» на слова Бальмонта, «Да, я люблю тебя» на слова Плещеева.
Умер 11 февраля 1930 года в Москве. Похоронен на Ваганьковском кладбище (3 уч.).

### Семья
- Дед — Иван Васильевич Слонов, крестьянин с. Непецино[4].
- Отец — Аким (Иоаким) Иванович Слонов (1848—?).
- Мать — Анна Ионовна Слонова[5], урожд. Яковлева (1849—?), родом из Орловской губернии, служила смотрителем в Народном доме Харькова.
- Первая жена — Анна Тимофеевна Слонова, урожд. Соловьёва (?—1923), стенографистка.
  - Сын — Юрий Михайлович Слонов (1906—1981) — пошел по стопам отца, закончил Московскую консерваторию по классу А. В. Александрова и стал композитором, участвовал в обороне Севастополя и имел звание капитана первого ранга.
- Двоюродный брат — Иван Артемьевич Слонов (1882—1945) — актёр, режиссёр, педагог.